# Fili (metropolitana di Mosca)
Fili in russo Фили? è una stazione di superficie della Linea Filëvskaja, la linea numero 4 della Metropolitana di Mosca. La fermata fu inaugurata il 7 novembre 1959, come ultima stazione di superficie della linea.
Le banchine, una affacciata all'altra, sono protette da tettoie e possono essere raggiunte tramite sovrappassi, che possono anche essere utilizzati come riparo per i viaggiatori in attesa. Gli architetti della stazione furono Robert Pogrebnoi e Yuriy Zenkevich. Presso questa stazione, esiste un possibile interscambio con i treni regionali; quotidianamente, Fili sopporta un traffico di passeggeri di circa 30.100 unità.